# PAR2
Le PAR2 (« Protease-Activated Receptor-2 »), ou F2RL1 (« coagulation factor II receptor-like 1 ») est un récepteur (biochimie) cellulaire de la famille des récepteurs activés par la protéase et intervient dans les syndromes inflammatoires et dans certaines infections. Son gène est F2RL1 situé sur le chromosome 5 humain.

## Rôle dans les infections
Ce récepteur peut être stimulé par le virus herpès simplex de type 1. Il intervient dans le contrôle des récepteurs de type Toll (TLR), inhibant le TLR3 et interagissant avec le TLR4.
Il aurait un rôle protecteur contre les infections par le virus de la grippe A.
Son activation par le virus coxsackie B 3 jouerait un rôle dans la dysfonction cardiaque au cours d'une myocardite à ce virus.
Son expression au niveau cardiaque est diminué en cas d'insuffisance cardiaque à fraction d'éjection préservée, avec une augmentation de la fibrose.